# Holztechnikum Kuchl
Das Holztechnikum Kuchl ist eine Privatschule mit Öffentlichkeitsrecht, die folgende Ausbildungszweige umfasst:
- Fachschule für Holzwirtschaft
- Höhere Technische Lehranstalt für Wirtschaftsingenieure/Holztechnik
- Werkmeisterschule für Holztechnik-Produktion

Schulerhalter ist der gemeinnützige Verein Holztechnikum Kuchl. Dieser betreibt zudem das angeschlossene Internat und die Bereiche Weiterbildung & Dienstleistungen.
Am 1. Juni 1942 begann in den Räumen der Volksschule ein achtwöchiger Kurs für 31 Sägelehrlinge. Nach dem Krieg wurden am 27. November 1949 die Sägehalle und die Lehrwerkstätte eröffnet. Der Grundstein für das Schul- und Internatsgebäude wurden am 3. August 1950 gelegt.

## Schulen
Die Ausbildung am Holztechnikum Kuchl ist auf drei Säulen aufgebaut:
- Holz und Technik (Forst- und Holzwirtschaft, Säge- und Holzbearbeitungstechnik, Technologie des Holzes, Baukonstruktion und Holzbau, Maschinentechnik und Elektronik, Tischlerei/Schreinerei, Sägewerk, Schlosserei, Schärferei, Laboratorien)
- Allgemeinbildung (insbesondere Sprachen wie Englisch, Italienisch, Russisch)
- Wirtschaft (Betriebswirtschaft und Rechnungswesen, Betriebsmanagement, Qualitätsmanagement)

### Ausbildungszweige
- Fachschule für Holzwirtschaft: Die Ausbildung dauert vier Jahre und schließt mit einer Abschlussprüfung ab. Man wird als Fachkraft für die Holzindustrie ausgebildet und hat als Absolvent Aussichten auf Positionen im unteren und mittleren Management. Die Abschlussprüfung kann in Form eines Technikerprojektes in Zusammenarbeit mit Betrieben durchgeführt werden.
- HTL für Wirtschaftsingenieure / Holztechnik: Die Ausbildung dauert fünf Jahre und schließt mit der Diplom- und Reifeprüfung ab. Der Schwerpunkt liegt auf den Bereichen Holz und Technik, Wirtschaft und Allgemeinbildung (insbesondere Sprachen wie Englisch, Italienisch, Russisch). Diplomarbeiten werden in enger Zusammenarbeit mit der Wirtschaft erstellt. Für Absolventen erfolgt der Berufseinstieg mit Aussichten auf Positionen im mittleren und oberen Management.
- Werkmeisterschule für Holztechnik-Produktion: Die berufsbegleitende Ausbildung dauert zwei Jahre und schließt mit der kommissionellen Werkmeisterprüfung ab. Die Ausbildung erfolgt nach dem System des blended learnings.

## Verein
Der gemeinnützige Verein Holztechnikum Kuchl wurde 1943 gegründet. Die Mitglieder setzen sich aus rund 750 Betrieben der österreichischen Holzwirtschaft zusammen. Zweck des Vereins ist es, eine Berufsbildungsstätte in Kuchl, die der Berufsausbildung des Nachwuchses sowie dem holztechnischen und technologischen Versuchswesen dient, zu führen, auszubauen und zu erhalten.

### Internate
Das Holztechnikum Kuchl betreibt ein Mädcheninternat, ein Burscheninternat und führt im Auftrag des Landes Salzburg das Landesberufsschülerheim.

### Weiterbildung und Dienstleistungen
Im Rahmen der Bereiche Weiterbildung und Dienstleistungen bietet das Holztechnikum Kuchl ein Kurs- und Seminarprogramm an. Zudem werden Dienstleistungen wie mechanisch-technologische Untersuchungen zum Werkstoff Holz, gutachterliche Stellungnahmen und innerbetriebliche Seminare angeboten.

## Wissens Campus Kuchl
Am Wissens Campus Kuchl sind zudem folgende Institutionen angesiedelt:
- Landesberufsschule Kuchl[L 1]
- FH Salzburg GmbH:[L 2] Studiengänge der im Bereich der Holzwirtschaft[4] und Design/Produktmanagement (DPM)[5]
- Schule für Einrichtungsberater (EBS-Kuchl)[L 3]
- ProHolz Salzburg: Interessensverein der Forst- und Holzwirtschaft[L 4]
- Holzcluster Salzburg: Netzwerkorganisation für Holzwirtschaft[L 5]